# 문박초등학교
문박초등학교는 대한민국 충청남도 청양군 비봉면 충절로 1630-6 (중묵리)에 있었던 공립 초등학교이다.

## 연혁
- 1946.11.30 가남국민학교 중묵분교장 설립인가
- 1946.12.29 가남국민학교 중묵분교장 개교
- 1949.09.30 중묵국민학교 승격인가
- 1955.04.01 문박국민학교로 명칭 변경
- 1984.02.07 병설유치원 설립인가
- 1996.03.01 문박초등학교로 개칭
- 1998.03.01 가남초등학교로 통합